# Placar Linhas Aéreas
Placar Linhas Aéreas é uma companhia aérea brasileira não regular de passageiros e carga, fundada em 2022 e é sediada em São Paulo, no Brasil.
Recebeu seu primeiro avião e iniciou suas operações em 2023, com foco no transporte de times de futebol para disputar partidas no Brasil e também em outros países da América do Sul.

## História e primeiros passos

### Estabelecimento
A companhia aérea foi fundada em 5 de outubro de 2022, pelos brasileiros José Roberto Lamacchia e Leila Medjalani Pereira, sua esposa, a quarta mulher mais rica do Brasil segundo a  Forbes. O casal é dono da Crefisa, uma das maiores empresas de serviços de empréstimos do Brasil fundada em 1964.

### Fundo
Pereira é mais conhecida por ser, desde 2021, presidente da Sociedade Esportiva Palmeiras, time de futebol profissional do Campeonato Brasileiro Série A, tornando-se a primeira mulher a ocupar esse cargo na história do time e no topo do sistema da liga brasileira de futebol. E foi justamente por comandar um time de futebol que, pensando na logística de viagens do Palmeiras e nos percalços que o time enfrentava, Pereira decidiu criar uma companhia aérea não só para atender o seu próprio time, mas para oferecer aos outros times de futebol mais uma opção para viajar para partidas no Brasil e na América do Sul.
No dia 30 de janeiro de 2023, durante reunião do Conselho Deliberativo do Palmeiras, Leila informou à assessoria do time que comprou o primeiro avião da Placar Linhas Aéreas, um Embraer E-Jet E2, que estaria disponível para transportar os jogadores e toda a equipe técnica do Palmeiras aos jogos. O anúncio gerou questionamentos de torcedores e demais membros do conselho do time contrários à sua presidência, principalmente sobre os custos do avião e a viabilidade financeira de sua operação. Entretanto, segundo Leila, o avião é dela e o Palmeiras não pagaria para usá-lo.

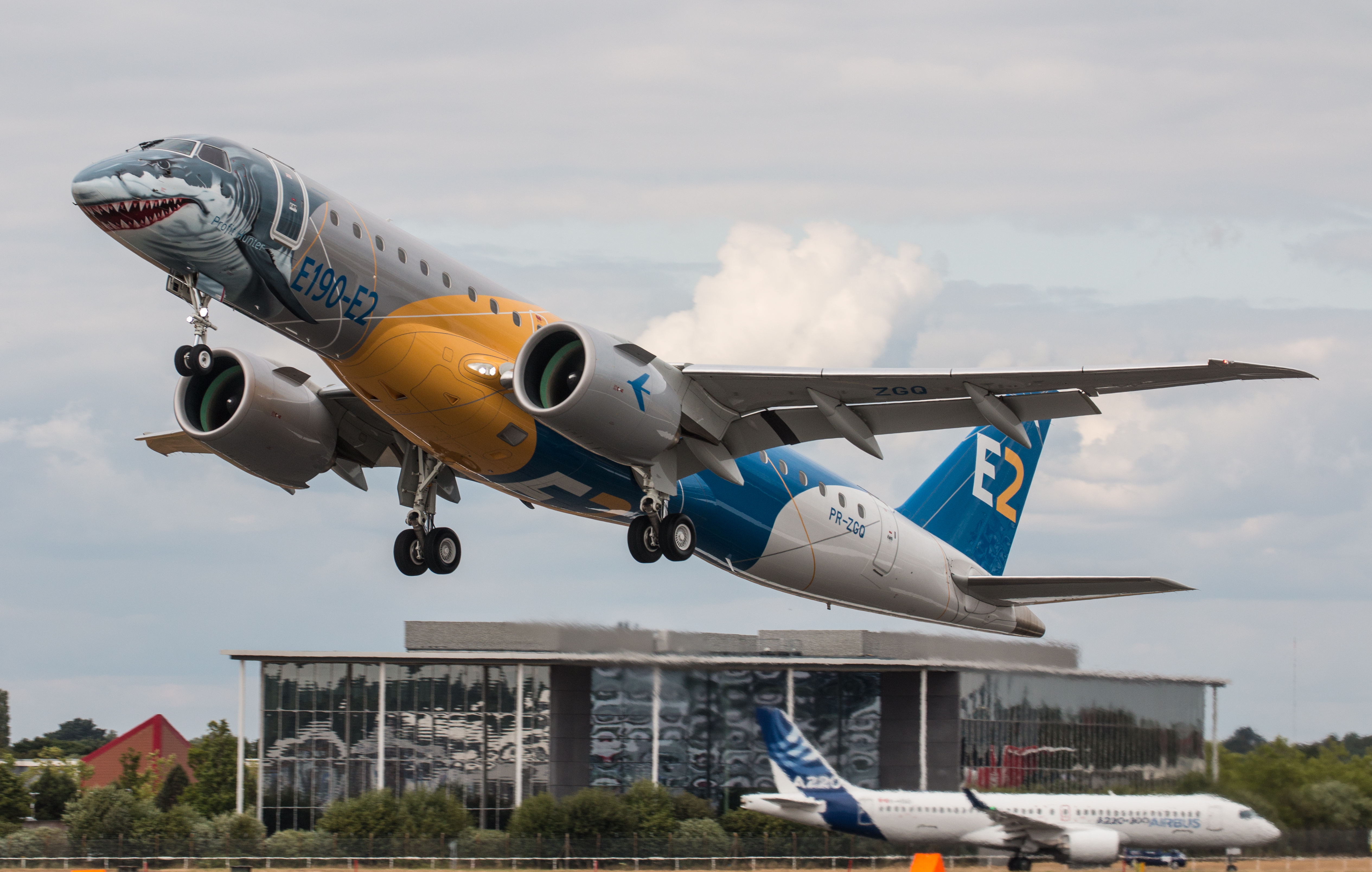
Exibição do Embraer E190-E2 no Farnborough International Airshow

Em 18 de fevereiro de 2023, por meio de publicação em sua conta do Instagram, Leila Pereira revelou que o primeiro avião da Placar seria um Embraer E190-E2 (MSN 19020015)  adquirido diretamente da montadora O avião fazia parte de um pedido da companhia aérea chinesa Fuzhou Airlines, porém, a empresa cancelou o pedido. Depois, foi temporariamente alugado para a norueguesa Widerøe e devolvido à fabricante, recebendo a pintura especial Profit Hunter Tech Shark e sendo usado como aeronave de demonstração. No momento da aquisição, o veículo estava armazenado na sede da subsidiária portuguesa da Embraer, a OGMA, em Alverca, Portugal.
Após ser preparado em Portugal e receber as cores da Placar, o E190-E2 foi transferido para a base de operações da companhia aérea no Aeroporto Bertram Luiz Leupolz, na cidade de Sorocaba, em São Paulo.
No dia 27 de junho de 2023, foi entregue oficialmente pela fabricante à companhia aérea em cerimônia na sede da empresa brasileira, em São José dos Campos também em São Paulo. O primeiro avião da Placar recebeu o registro aeronáutico brasileiro PS-LMP, iniciais de sua própria fundadora.

### Primeiros anos (2023 - Atualmente)
O primeiro voo da Placar ocorreu no dia 4 de agosto de 2023, transportando a delegação palmeirense de Sorocaba até o Aeroporto Internacional do Galeão, no Rio de Janeiro. No dia 18 de agosto, o avião voltou a ser utilizado pelo clube, desta vez com destino até o Aeroporto Internacional Marechal Rondon, em Cuiabá, Mato Grosso.
No dia 21 de agosto de 2023, fez sua estreia internacional, transportando mais uma vez a delegação da equipe, entre o Aeroporto Internacional de São Paulo Guarulhos e o Aeroporto Internacional de Matecaña, em Pereira, na Colômbia. Ao retornar ao Brasil, no dia 24 de agosto o avião apresentou problema técnico em um dos motores Pratt & Whitney PW1000G, impedindo-o de decolar de Pereira e obrigando a delegação palmeirense a recorrer ao fretamento de um Boeing 737 MAX 8 da GOL Linhas Aéreas, pago pela própria Leila.
No dia 28 de agosto de 2023, após resolver o problema do motor, o E190-E2 da Placar Linhas Aéreas finalmente retornou ao Brasil, pousando em São Paulo Guarulhos e posteriormente voando para sua base em Sorocaba, cumprindo todo o calendário de jogos da equipe há mais de um mês. No dia 26 de setembro voltou a ser utilizado para um voo internacional, desta vez rumo à capital argentina Buenos Aires.
O avião continuou voando até 25 de outubro de 2023, quando decolou de São Paulo para Fort Lauderdale, Flórida e posteriormente para o Aeroporto Regional de Middle Georgia, em Macon, na Geórgia, onde está localizado o Embraer Aircraft Maintenance Services (MRO), nos Estados Unidos.
Segundo a imprensa, o motivo da transferência para manutenção nos Estados Unidos está relacionado a problemas técnicos com motores Pratt & Whitney que afetam globalmente a frota de diversos modelos, como o Airbus A220, o Airbus A320neo e a Família E2 da Embraer. O problema foi causado pela contaminação de um pó metálico utilizado na fabricação de peças de motores, como discos de turbinas e de compressores de alta pressão.

#### Futuro
No dia 18 de janeiro de 2024, Leila Pereira garantiu que o avião deverá retornar ao Brasil muito em breve, garantindo que a logística do Palmeiras estará assegurada para a temporada de jogos de 2024, que terá início no dia 14 de abril. E enquanto não estiver sendo utilizado pelo Palmeiras, o avião estará disponível para ser fretado por outros times de futebol, agências de viagens, entre outros clientes.
No dia 17 de fevereiro de 2024, um portal que divulga informações sobre o Palmeiras, revelou que a empresária e presidente da equipe adquiriu um segundo Embraer E190-E2 para a Placar Linhas Aéreas. O veículo em questão seria o E-Jet E2 com matrícula PR-ERQ (MSN 19020016), também cancelado pela Fuzhou Airlines e que está desde 2021 na sede da fabricante em São José dos Campos aguardando um futuro cliente, já que outros potenciais clientes, como Somon Air, Congo Airways e Madagascar Airlines também o rejeitaram.

## Frota
A frota da Placar Linhas Aéreas é composta pelas seguintes aeronaves (em abril de 2024): 
| Aeronave        | Em serviço | Pedidos | Passageiros                                        | Cadastro                                           | Observação                                                     |
| --------------- | ---------- | ------- | -------------------------------------------------- | -------------------------------------------------- | -------------------------------------------------------------- |
| Embraer E190-E2 | 1          | 1       | 98                                                 | PS-LMP (MSN 19020015)                              | Na Embraer Aircraft Maintenance Services em Macon              |
| Embraer E190-E2 | 1          | 1       | 98                                                 | (19020016)                                         | Em São José dos Campos com entrega prevista para março de 2024 |
| TOTAL           | 1          | 1       | Idade média da frota (fevereiro de 2024): 5,1 anos | Idade média da frota (fevereiro de 2024): 5,1 anos | Idade média da frota (fevereiro de 2024): 5,1 anos             |